# 11095 Havana
11095 Havana è un asteroide della fascia principale. Scoperto nel 1994, presenta un'orbita caratterizzata da un semiasse maggiore pari a 3,1772364 UA e da un'eccentricità di 0,1331577, inclinata di 1,95289° rispetto all'eclittica.
L'asteroide è dedicato a L'Avana (La Habana in spagnolo), capitale di Cuba.